# Poul Trier Pedersen
Poul Trier Pedersen (Nakskov, 9 de dezembro de 1921 - Copenhagen, 29 de janeiro de 2012) foi um jornalista e escritor dinamarquês.
Poul Trier Pedersen morreu em 29 de janeiro de 2012 aos 90 anos.